# Paul Pohle (Geograph)

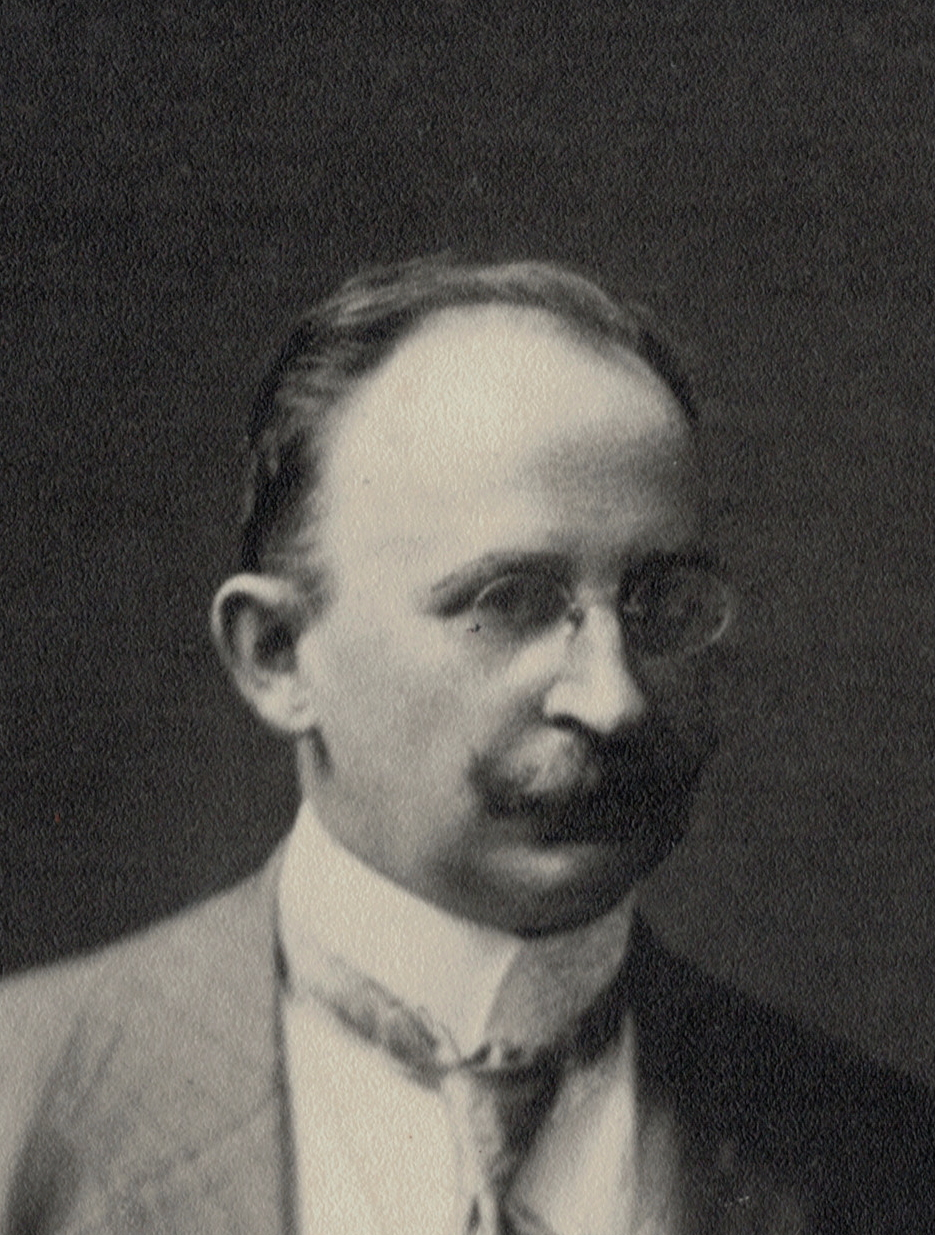
Paul Pohle um 1910

Richard Paul Pohle (* 4. Juli 1869 in Frauenhain; † 12. November 1943 in Plauen) war ein deutscher Lehrer und Geograph, der sich besonders durch mehrere landeskundliche Publikationen über das Königreich und den Freistaat Sachsen sowie mehrere sächsische Kartenwerke bleibende Verdienste erworben hat. Er war als Volksschullehrer und später als Oberlehrer in Plauen tätig.

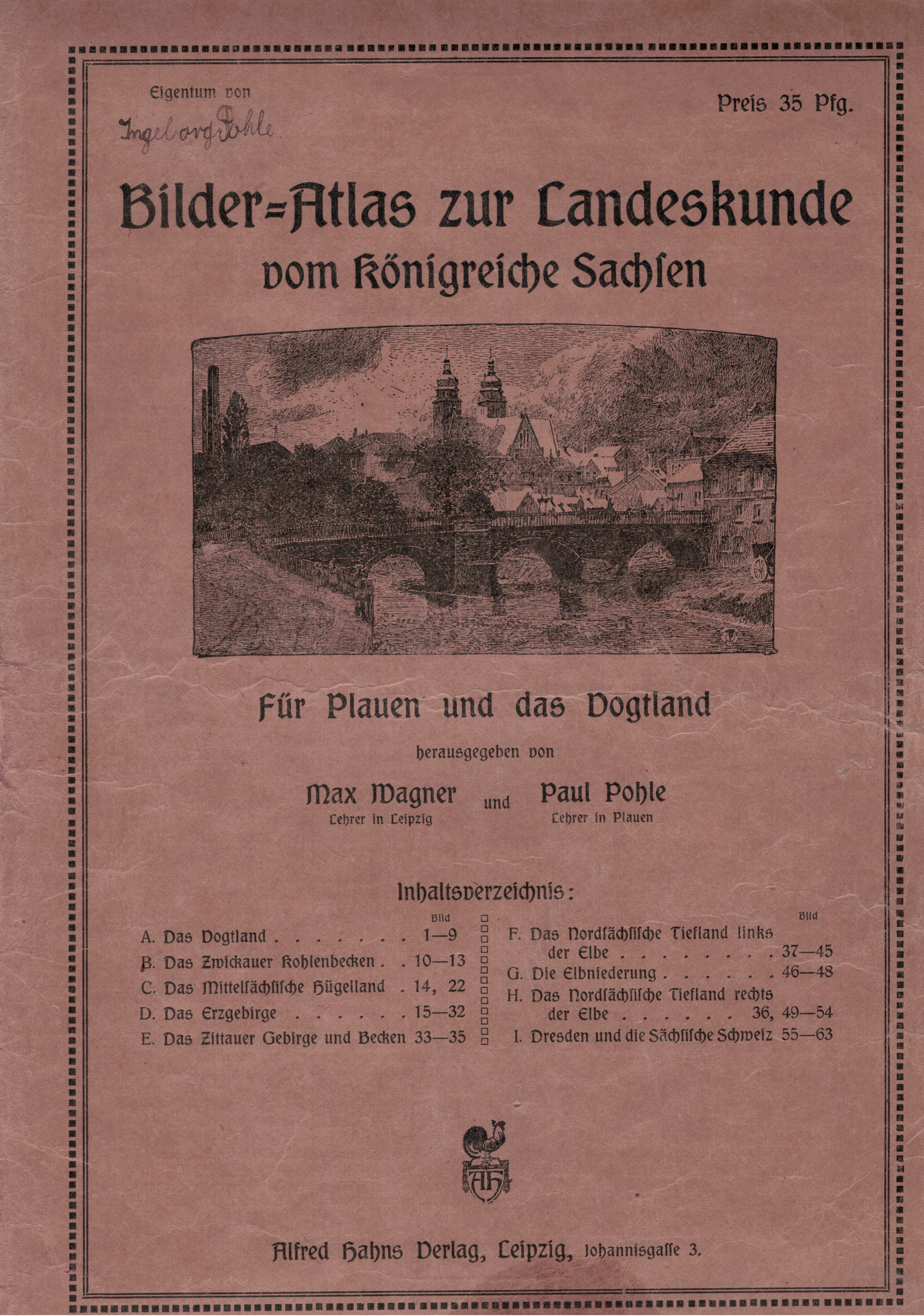
Bilderatlas zur Landeskunde vom Königreiche Sachsen

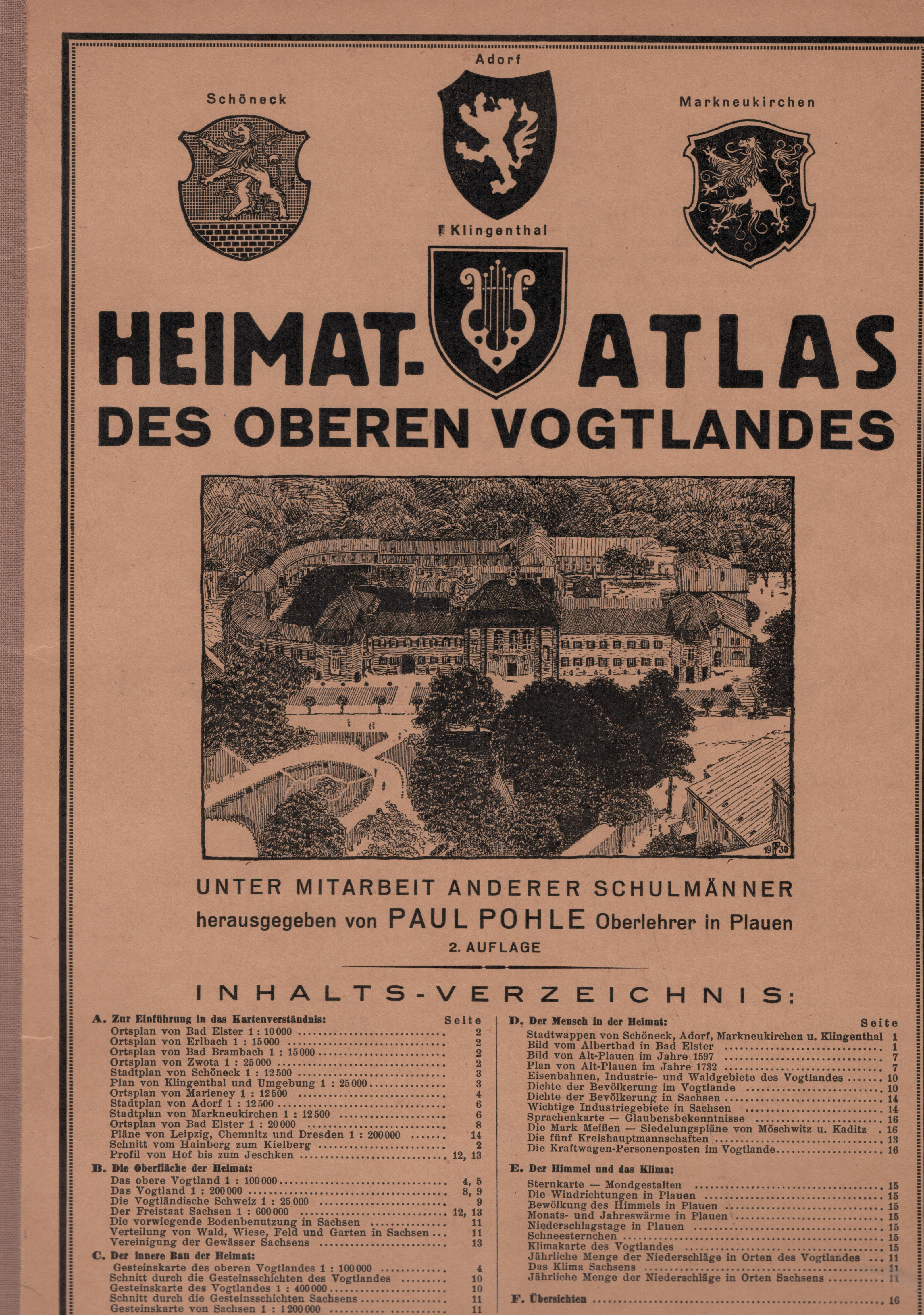
Heimatatlas des Oberen Vogtlandes

## Schriften (Auswahl)
- Von der Heimatkunde zur Erdkunde. Ein Beitrag zur speziellen Methodik des erdkundlichen Unterrichtes, Leipzig 1905
- Landeskunde vom Königreiche Sachsen. Eine praktische Einführung in die Methodik des erdkundlichen Unterrichtes. Mit vielen Bildern, Skizzen und Karten, Leipzig 1908
- Heimat-Atlas für Reichenbach, Mylau, Netzschkau und Umgebung, Plauen o. J. [1921]
- Bilder-Atlas zur Landeskunde vom Königreiche Sachsen. Für Plauen und das Vogtland, Leipzig o. J., herausgegeben mit Max Wagner
- Heimat-Atlas des Oberen Vogtlandes, Plauen o. J., herausgegeben unter Mitarbeit anderer Schulmänner

| Personendaten    | Personendaten                 |
| ---------------- | ----------------------------- |
| NAME             | Pohle, Paul                   |
| KURZBESCHREIBUNG | deutscher Lehrer und Geograph |
| GEBURTSDATUM     | 4. Juli 1869                  |
| GEBURTSORT       | Frauenhain                    |
| STERBEDATUM      | 12. November 1943             |
| STERBEORT        | Plauen                        |